# Loui Eriksson
Loui Eriksson (ur. 17 lipca 1985 w Göteborgu) – szwedzki hokeista, reprezentant Szwecji, dwukrotny olimpijczyk.
Jego brat Lennon (ur. 1983) także był hokeistą.

## Kariera
- Göteborg 1 (2000)
- Frölunda U16, U18, U20 (2000–2003)
- Frölunda HC (2003–2005)
  -  BIK Karlskoga (2005)
- Iowa Stars (2005–2007)
- Dallas Stars (2006–2013)
  -  HC Davos (2012–2013)
- Boston Bruins (2013-2016)
- Vancouver Canucks (2016-)

Wychowanek klubu Lerums BK. W drafcie NHL z 2003 wybrany przez klub Dallas Stars, w którym występuje od sezonu NHL (2006/2007). W październiku 2009 podpisał nowy, sześcioletni kontrakt z klubem. Od grudnia 2012 do stycznia 2013 na okres lokautu w sezonie NHL (2012/2013) związany kontraktem ze szwajcarskim klubem HC Davos. Od lipca 2013 zawodnik Boston Bruins (w ramach wymiany siedmiu graczy pomiędzy klubami). Od lipca 2016 zawodnik Vancouver Canucks, związany sześcioletnim kontraktem.
Uczestniczył w turniejach mistrzostw świata 2009, 2011, 2012, 2013, 2015, 2019, zimowych igrzysk olimpijskich 2010, 2014, Pucharu Świata 2016.

## Sukcesy

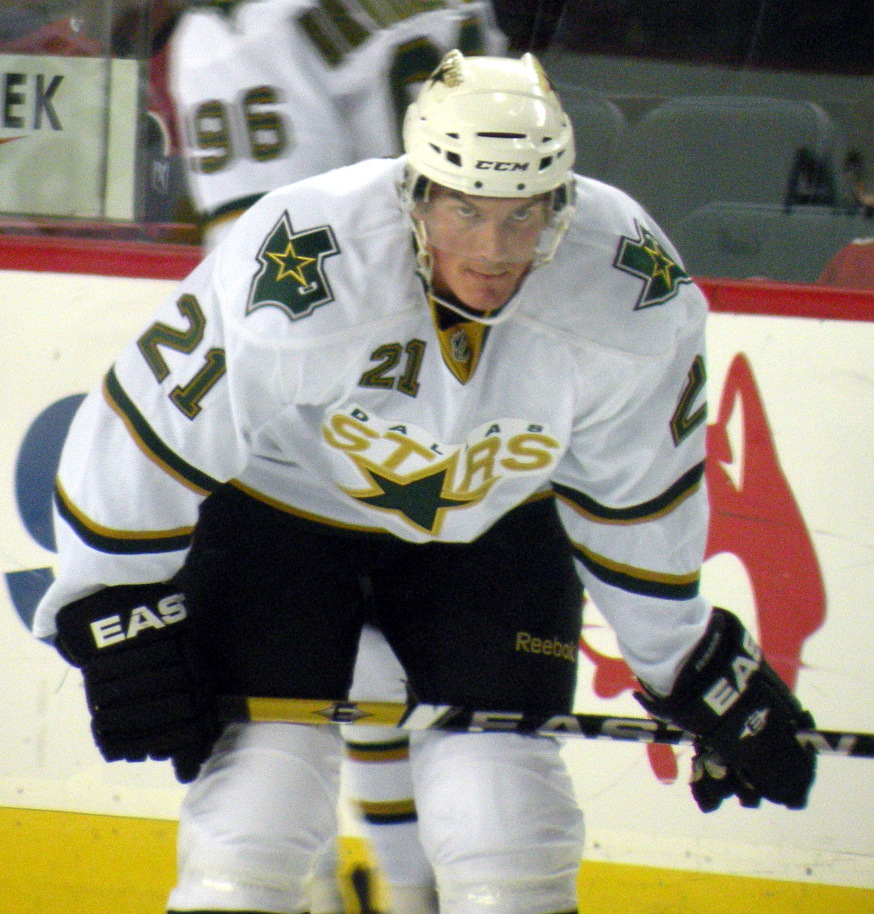
Loui Eriksson w barwach Dallas Stars (2009)

Reprezentacyjne
- Brązowy medal mistrzostw świata: 2009
- Srebrny medal mistrzostw świata: 2011
- Złoty medal mistrzostw świata: 2013
- Srebrny medal zimowych igrzysk olimpijskich: 2014

Klubowe
- Złoty medal mistrzostw Szwecji: 2005 z Frölunda
- Presidents’ Trophy: 2014 z Boston Bruins
- Mistrzostwo konferencji NHL: 2014 z Boston Bruins
- Mistrzostwo dywizji NHL: 2014 z Boston Bruins

Indywidualne
- Elitserien 2003/2004:
  - Najlepszy pierwszoroczniak sezonu
- Elitserien 2004/2005:
  - Pierwsze miejsce klasyfikacji strzelców wśród juniorów: 5 goli
- NHL All-Star Game: 2011
- Mistrzostwa Świata w Hokeju na Lodzie 2011/Elita:
  - Jeden z trzech najlepszych zawodników reprezentacji
- Mistrzostwa Świata w Hokeju na Lodzie 2012/Elita:
  - Jeden z trzech najlepszych zawodników reprezentacji
  - Trzecie miejsce w klasyfikacji strzelców turnieju: 5 goli
  - Piąte miejsce w klasyfikacji asyst turnieju: 8 asyst
  - Czwarte miejsce w klasyfikacji punktacji kanadyjskiej: 13 punktów
- Mistrzostwa Świata w Hokeju na Lodzie 2013/Elita:
  - Siódme miejsce w klasyfikacji strzelców turnieju: 5 goli
  - Ósme miejsce w klasyfikacji kanadyjskiej turnieju: 10 punktów
- Mistrzostwa Świata w Hokeju na Lodzie 2015/Elita:
  - Jeden z trzech najlepszych zawodników reprezentacji na turnieju[7]